# Son of Frankenstein
Son of Frankenstein (en España, La sombra de Frankenstein; y en Hispanoamérica, El hijo de Frankenstein) es una película de terror estadounidense de 1939 producida por Universal Pictures, dirigida por Rowland V. Lee y con Boris Karloff, Bela Lugosi y Basil Rathbone como actores principales. Es la tercera parte de la saga de Frankenstein producida por el estudio.

## Argumento
Wolf von Frankenstein (Basil Rathbone) se muda junto a su esposa Elsa (Josephine Hutchinson) y su hijo Peter (Donnie Dunagan) al castillo que pertenecía a su fallecido padre Henry Frankenstein, creador del monstruo (Boris Karloff). Wolf quiere redimir el nombre de su familia, pero los experimentos de su padre provocaron la hostilidad de los aldeanos, quienes lo ven con desconfianza. Al llegar a la aldea, Wolf conoce al inspector de policía Krogh (Lionel Atwill), quien tiene un brazo artificial debido a que el monstruo se lo arrancó cuando era un niño.
Mientras investiga el destruido laboratorio de su padre, Wolf conoce a Ygor (Bela Lugosi), un herrero que sobrevivió tras ser ahorcado por robar cadáveres. Ygor lo guía hasta la cripta de su padre, donde está el monstruo que creó y se pensaba había sido destruido. El monstruo se encuentra en coma, debido a que recibió el impacto de un rayo, por lo que Ygor le pide a Wolf que lo reanime. El científico acepta, con el fin de restaurar el honor de la familia y probar que su padre estaba en lo cierto.
Con la ayuda de Ygor y su sirviente Benson (Edgar Norton), Wolf logra reconstruir el laboratorio de su padre. El científico intenta reanimar al monstruo con una descarga eléctrica, pero parece no dar resultado. Sin embargo, posteriormente descubre que el monstruo si revivió. La criatura solo obedece a Ygor, quien le ordena asesinar a los miembros del jurado que lo habían condenado a muerte. Wolf descubre esto y se enfrenta a Ygor, disparándole con una pistola. El monstruo encuentra el cuerpo de Ygor y rapta a Peter como venganza. Sin embargo, no es capaz de matar al niño. Al saber que Peter no está en su habitación, Krogh y Wolf persiguen a la criatura hasta el laboratorio, donde el científico arroja al monstruo a un pozo de azufre hirviendo.
La película termina con la familia Frankenstein yéndose del pueblo tras donar su mansión a los habitantes, quienes los despiden entre vítores.

## Reparto
- Basil Rathbone: Barón Wolf von Frankenstein.
- Boris Karloff: El monstruo.
- Béla Lugosi: Ygor.
- Lionel Atwill: Inspector Krogh.
- Josephine Hutchinson: Elsa von Frankenstein.
- Donnie Dunagan: Peter von Frankenstein.
- Emma Dunn: Amelia.
- Edgar Norton: Thomas Benson.
- Perry Ivins: Fritz.
- Lawrence Grant: el burgomaestre.
- Lionel Belmore: Emil Lang.
- Michael Mark: Ewald Neumüller.
- Caroline Frances Cooke: Sra. Neumüller
- Gustav von Seyffertitz: un aldeano.
- Lorimer Johnson: otro aldeano.
- Tom Ricketts: otro aldeano.
- Clarence Wilson: el juez de instrucción.

## Producción
Tras la salida de Carl Laemmle de Universal Pictures, el estudio decidió no seguir produciendo películas de terror. En 1938, un cine de Los Ángeles reestrenó las películas Frankenstein, Dracula y El hijo de Kong, que fue un éxito de audiencias. Aprovechando esto, Universal aceptó crear una cinta que sucediera a La novia de Frankenstein (1935). Aunque el presupuesto original era de 250.000 dólares, la producción de Son of Frankenstein alcanzó los 420.000.
El estudio quiso que el rol de Wolf von Frankenstein fuese interpretado por Peter Lorre, pero el director Rowland V. Lee optó por Basil Rathbone para el papel. Son of Frankenstein fue la última película en que Boris Karloff interpretó al monstruo de Frankenstein, papel que lo hizo famoso en 1931. Según el actor, "no quedaba mucho en el personaje del monstruo para ser desarrollado; habíamos alcanzado su límite".